# تهاجم موز-آرگون
تهاجم آرگون (انگلیسی: Meuse-Argonne Offensive)، یا نبرد جنگل آرگون، مهمترین نبرد در طول جنگ جهانی اول و بزرگترین عملیات ایالات متحده آمریکا با اعزام ۱٫۲ میلیون سرباز، در خاک اروپا می‌باشد.

## نتیجه
این نبرد از ۲۶ سپتامبر، ۱۹۱۸ شروع شد و در مجموع ۴۷ روز طول کشید تا با اعلام آتش‌بس در ۱۱ نوامبر سال ۱۹۱۸ به اتمام رسید.
هزینه این نبرد ۲۸٬۰۰۰ کشته برای نیروهای متحد و ۲۶٬۲۷۷ کشته برای آمریکا بود؛ و این جنگ هرچند با پیروزی متفقین به پایان رسید اما بزرگترین و خونین‌ترین عملیات جنگ جهانی اول برای نیروهای اعزامی ایالات متحده(AEF) را رقم زد.

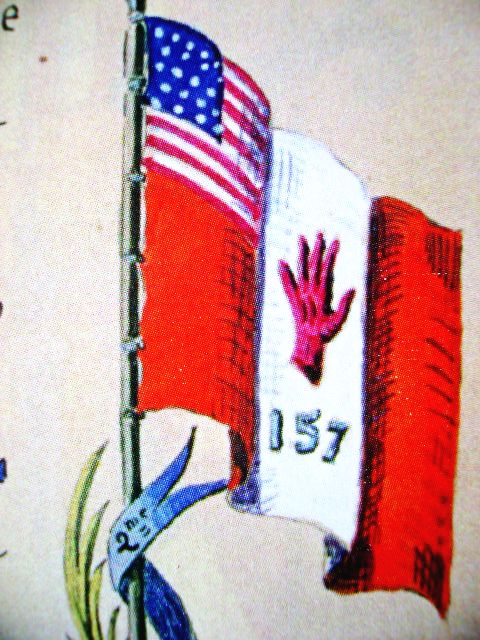
پرجم دست سرخ نقاشی شده توسط ژنرال ماریانو گایبت.

## نگارخانه

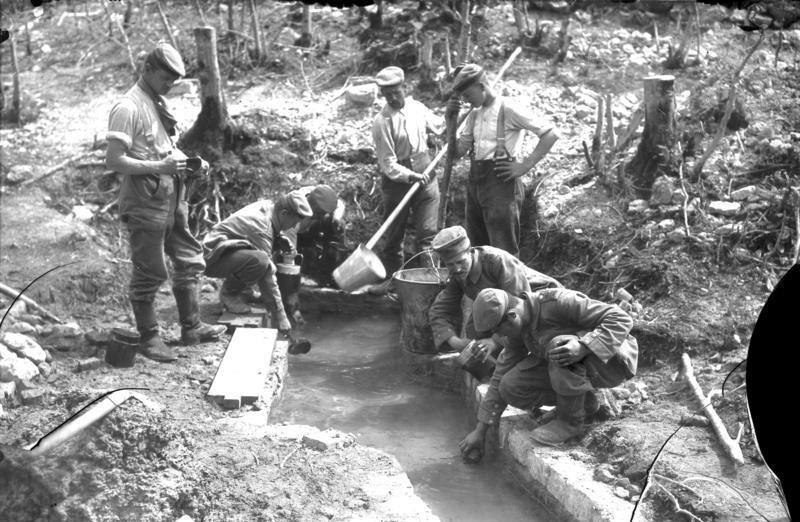
سربازان آلمانی در یک گودال آب ، می ۱۹۱۵
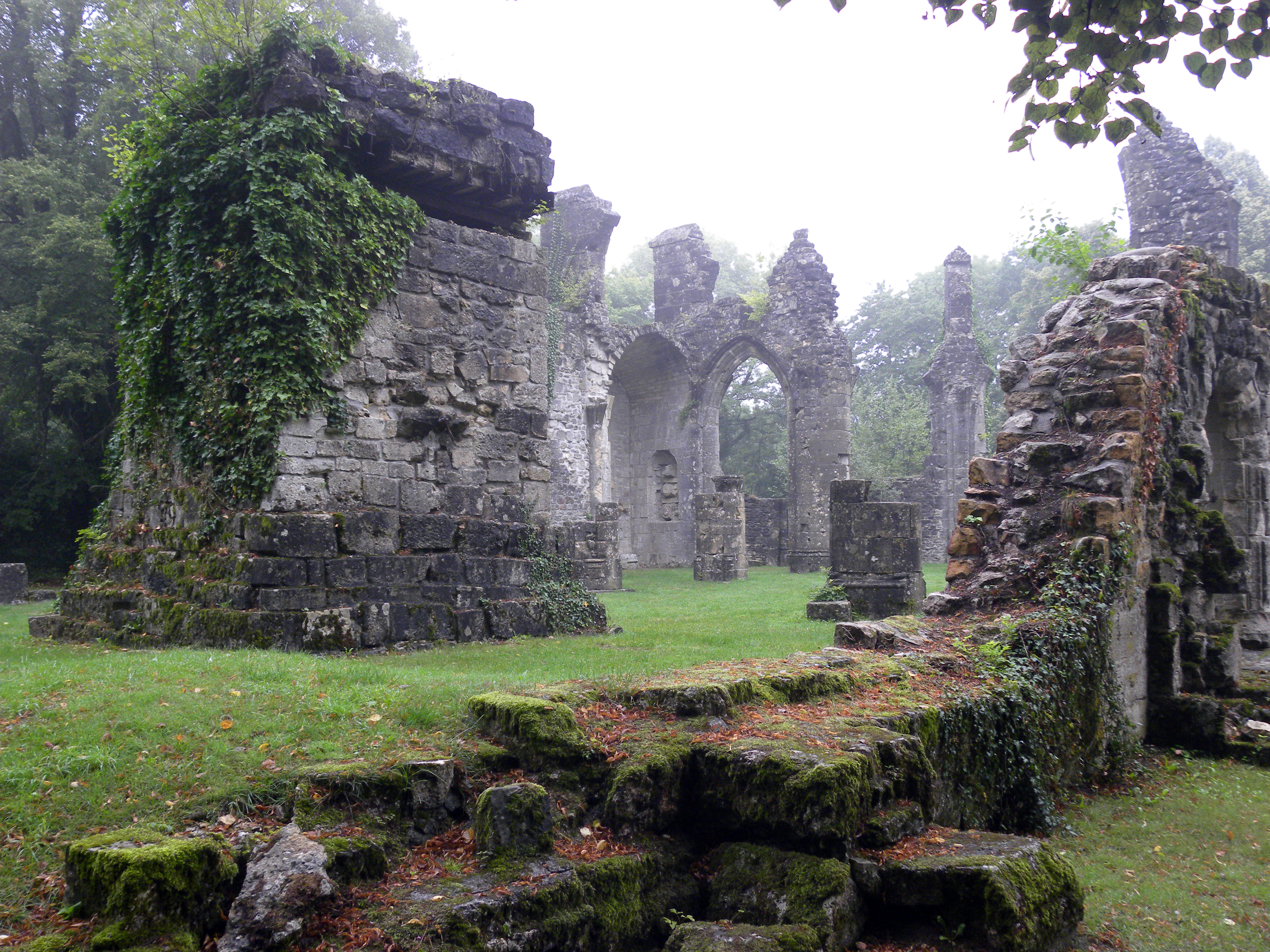
یک کلیسای خراب یادگار نبرد
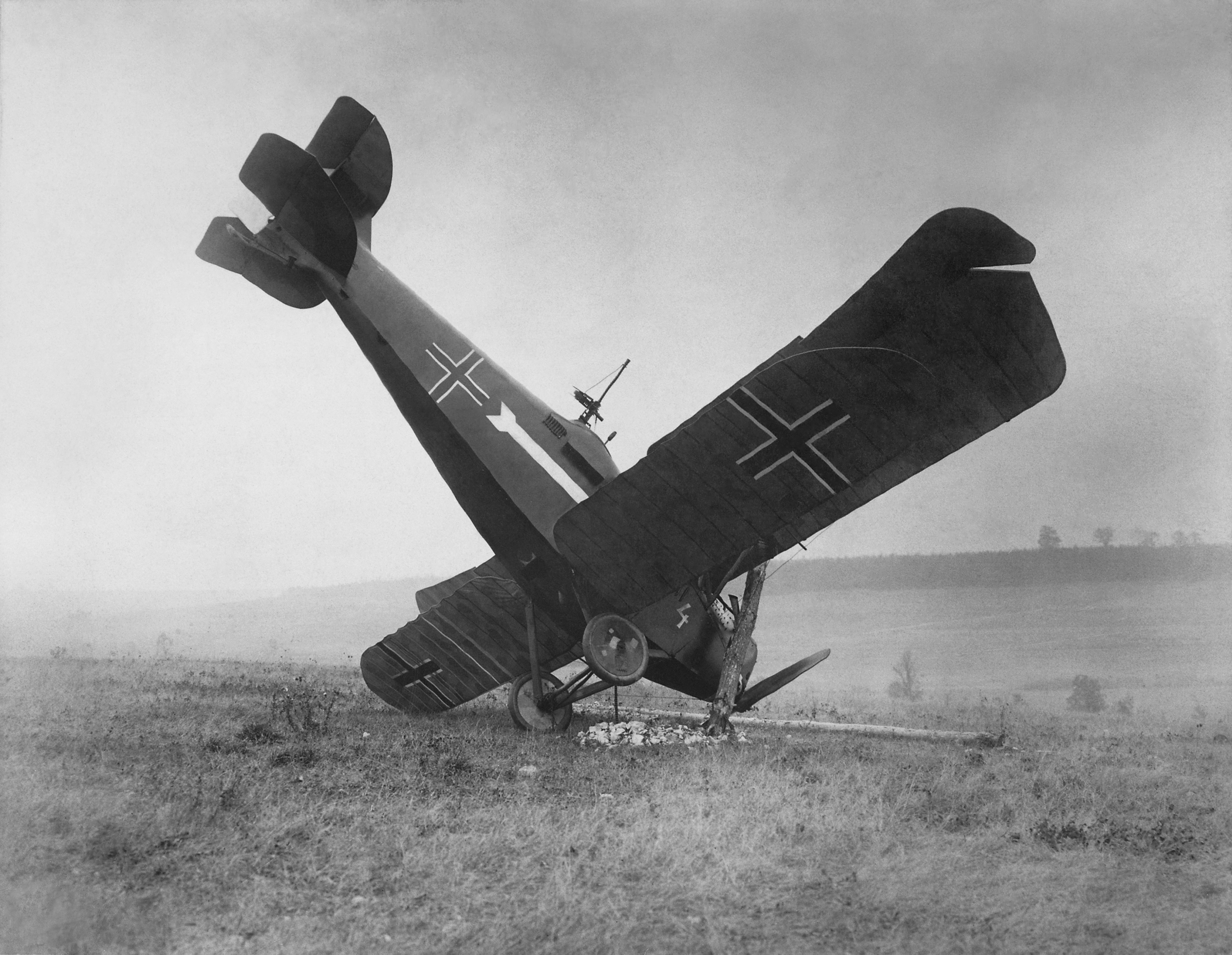
یک فروند هانوفر سی‌ال ۳ درحال سقوط بین مونت فایوکون-دی آرگون و کی یرگس در ۴ اکتبر
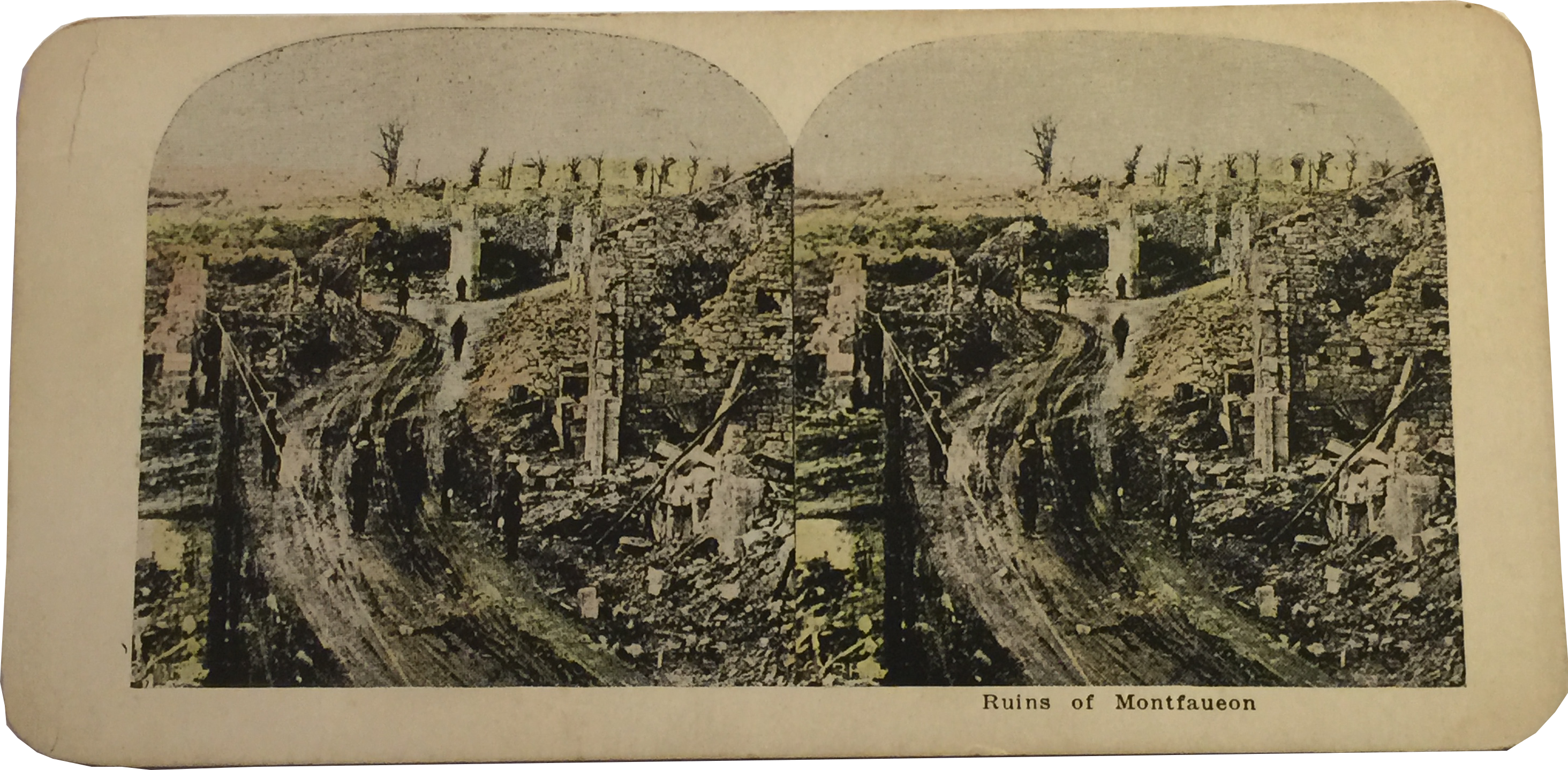
برجسته‌بین از خرابی‌های جنگ
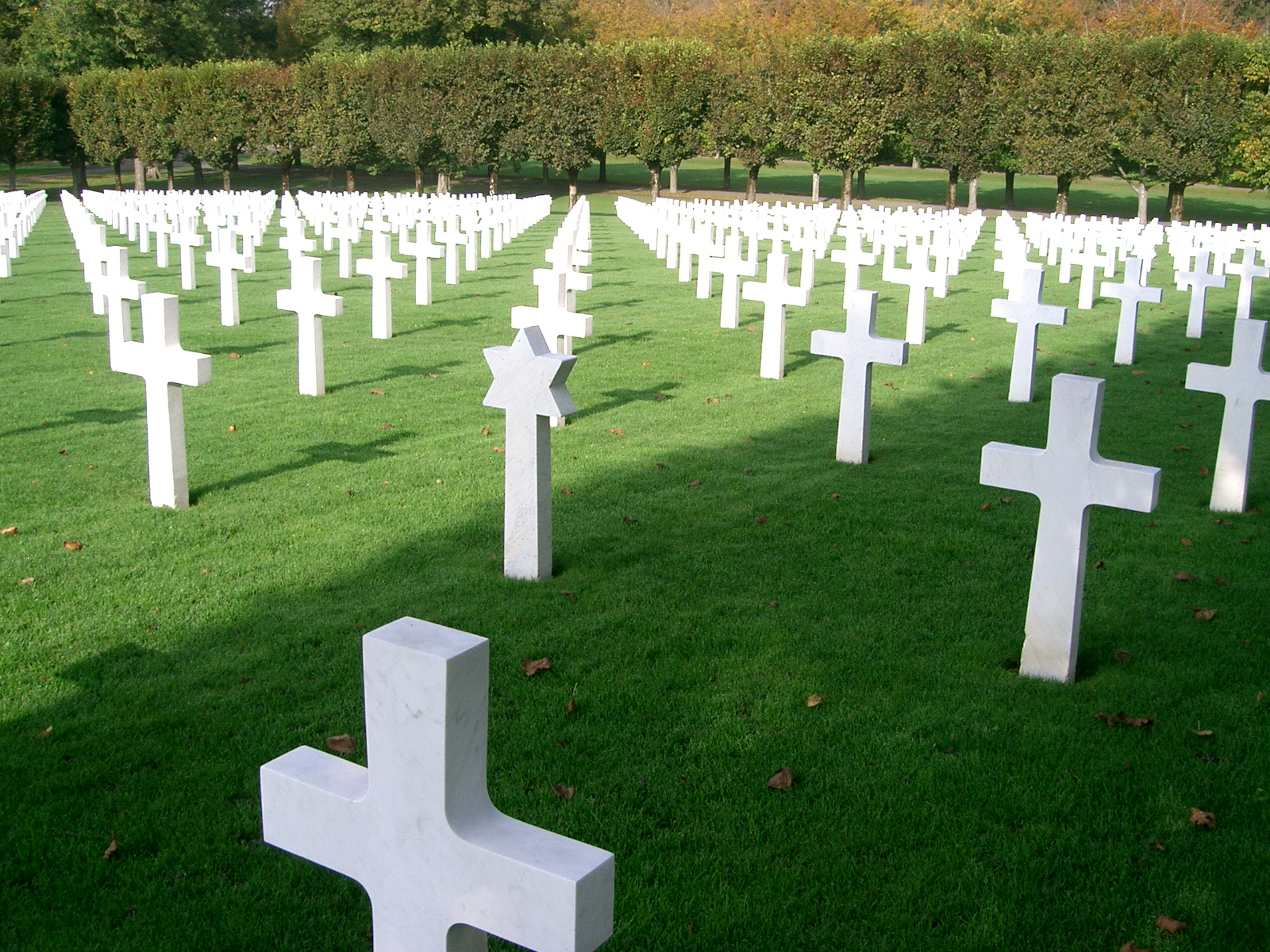
گورستان یادبود آمریکاییان آرگون
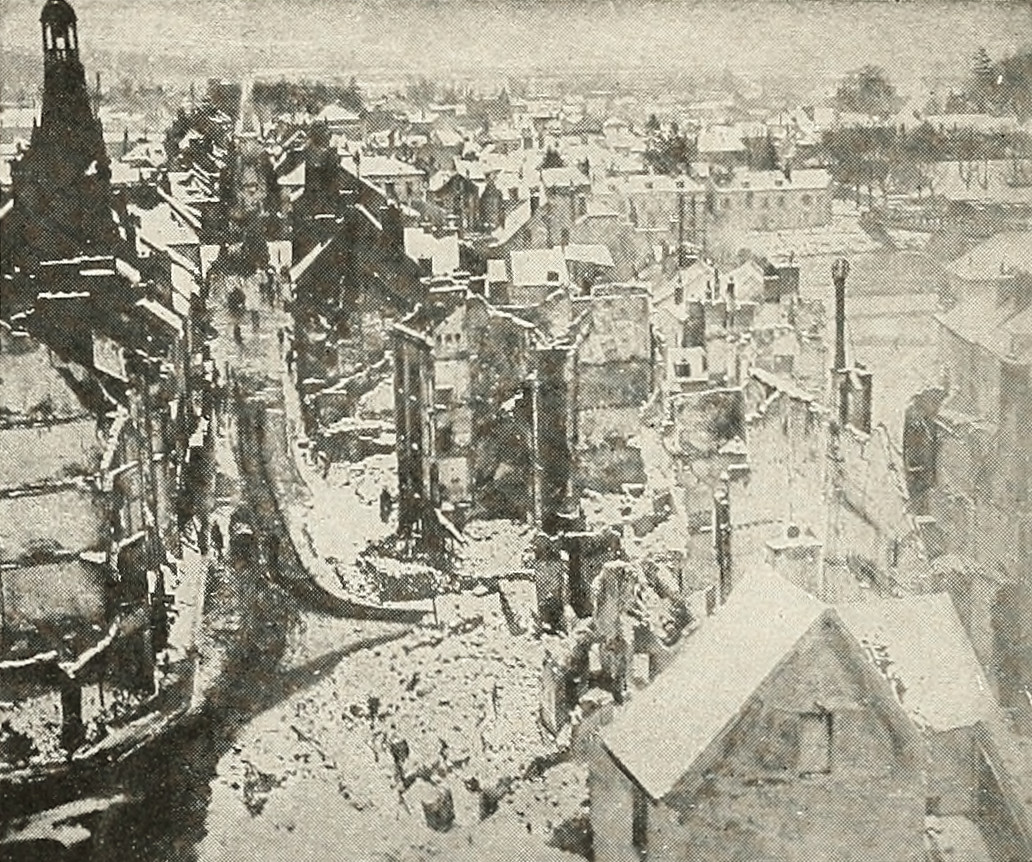
تصویری از تخریب‌های نبرد ، ۱۹۲۰.